# CSD Ingenieure
Die CSD Ingenieure AG, vormals CSD Colombi Dorthe Schmutz, ist ein Schweizer Ingenieurdienstleister mit internationaler Präsenz. Zur CSD-Gruppe (CSD Holding SA) gehören 30 Standorte in der Schweiz, Belgien, Deutschland, Italien und Litauen. Das Unternehmen bietet Ingenieurdienstleistungen in den Bereichen Natur und Umwelt, Steine und Erden, Strasse und Schiene, Gebäude und Areale, sowie Wasser und Energie an. Die zentralen Dienste der Gruppe (CSD Management SA) befinden sich in Givisiez bei Freiburg (in der Schweiz). Das Unternehmen ist Mitglied des SIA (Schweizerischer Ingenieur- und Architektenverein) sowie der USIC (Schweizerischer Verband beratender Ingenieurunternehmen).

## Geschichte
Die Gründung erfolgte 1970 durch den Geologen Carlo Colombi, den Bauingenieur Bernard Schmutz und den Geologen Jean-Pierre Dorthe. Die drei Initialen der Familiennamen geben dem Unternehmen seinen Namen. CSD eröffnet im Gründungsjahr Niederlassungen in den Kantonen Bern und Freiburg. Bis 1975 kommen Niederlassungen in den Kantonen Aargau und Waadt hinzu.
Anfangs der 80er-Jahre leistet CSD mit den ersten Umweltverträglichkeitsberichten, kontrollierten Deponien und Abwasserbehandlungssystemen Pionierarbeit. Das Unternehmen eröffnet 1981 eine Niederlassung im Kanton Baselland und 1987 Niederlassungen in Deutschland, in den Kantonen Wallis und Luzern, 1989 im Jura. Bereits in diesen frühen Jahren sind Ingenieure von CSD auf 4 Kontinenten tätig.
In den 90er-Jahren eröffnet CSD Niederlassungen in Frankreich, Belgien sowie in den Kantonen Genf, Zürich, Tessin, Uri, St. Gallen, Thurgau und Graubünden. Mit ihren Leistungen in der Altlastensanierung wird CSD europaweit zur Referenz. Der Ausbau der Tätigkeiten in Geo-, Natur- und Umweltwissenschaften schreitet in diesen Jahren voran.
Ab 2000 entsteht das Geschäftsfeld Infrastruktur und Gebäude. In Belgien wird CSD Leader bei der Planung und Begleitung von Windenergieanlagen. Die Bereiche "Nachhaltiges Bauen" und "erneuerbare Energien" werden rasch ausgebaut. Auch thermische Abfallanlagen sowie der Rückbau stillgelegter Industrieanlagen kommen als neue Kompetenzen hinzu.
Seit 2010 entwickelt CSD den Bereich Energie. 2015 verstärkt sich die CSD-Gruppe im Baubereich in der Deutschschweiz mit der Henauer Gugler AG sowie der WMM Ingenieure AG (letztere ab 2020 wieder eigenständig), im Wallis mit der Pellissier & de Torrenté SA, in Brugg und im Bereich Abwasser mit der Balz & Partner AG und in Belgien im Umweltbereich und in der Region Brüssel mit der Aster Consulting AG.

## Firmen der CSD Gruppe
- CSD Ingenieure AG (Liebefeld)
- CSD Management SA (Givisiez)
- Henauer Gugler AG (Zürich)
- CSD Ingenieure GmbH (Berlin, Deutschland)
- CSD Ingénieurs-Conseils SA (Namur, Belgien)
- CSD Inzinierai UAB (Vilnius, Litauen)
- CSD Engineers s.r.l. (Mailand, Italien)
- EUB Prüflabor AG (Liebefeld)
- Monitron AG (Altdorf)[12]

## Standorte
- Schweiz: Aarau, Altdorf, Basel-Pratteln, Bern-Liebefeld, Bulle, Brugg, Delsberg, Frauenfeld, Freiburg-Givisiez, Genf, Kriens-Luzern, Lausanne, Lugano, Pruntrut, Sitten, St. Gallen, Thusis, Yverdon-les-Bains, Zürich
- Europa/International: Namur (B), Lüttich (B), Brüssel (B), Berlin (D), Mannheim (D), Vilnius (LT), Mailand (I)

## Ausgewählte Projekte
- Gotthard-Basistunnel, Teilabschnitt Sedrun, 1994–2010
- Westumfahrung Zürich, 2008–2011
- Flutalarmplan Rhone (Villeneuve/Aigle), 2008–2009
- Bahnhof Lausanne, 2010–2030
- Mülldeponie «La Pila» (Freiburg), seit 2004
- Geschiebe-Umleitstollen Stausee Solis, seit 2009
- Unterirdische HGÜ-Leitungen (bei Lüttich, Belgien), seit 2015
- Abfallmanagement (Chiclayo, Peru), 2013–2018
- Kerenzerbergtunnel: Sicherheitsstollen, 2010–2024